# Мон-Сен-Жан (Кот-д’Ор)
Мон-Сен-Жан (фр. Mont-Saint-Jean) — коммуна во Франции, находится в регионе Бургундия. Департамент коммуны — Кот-д’Ор. Входит в состав кантона Пуйи-ан-Осуа. Округ коммуны — Бон.
Код INSEE коммуны — 21441.

## Население
Население коммуны на 2010 год составляло 248 человек.
| 1962 | 1968 | 1975 | 1982 | 1990 | 1999 | 2010 |
| ---- | ---- | ---- | ---- | ---- | ---- | ---- |
| 352  | 335  | 283  | 271  | 270  | 261  | 248  |

## Экономика
В 2010 году среди 155 человек трудоспособного возраста (15—64 лет) 105 были экономически активными, 50 — неактивными (показатель активности — 67,7 %, в 1999 году было 67,3 %). Из 105 активных жителей работали 93 человека (55 мужчин и 38 женщин), безработных было 12 (5 мужчин и 7 женщин). Среди 50 неактивных 4 человека были учениками или студентами, 27 — пенсионерами, 19 были неактивными по другим причинам.